# Alonso Dávila
Alonso Dávila citat també com a Alonso de Ávila per alguns historiadors (Ciudad Real, 1486 - Nova Galícia, 1542) fou un conqueridor espanyol que va participar intensament en la conquesta de Tenochtitlan, la conquesta de Yucatán. El seu nebot, del mateix nom, va participar amb Martín Cortés en una revolta a Nova Espanya el 1565.

## Expedició de Grijalva
Després de l'accidentada expedició de Francisco Hernández de Córdoba a la península de Yucatán, el llavors governador de l'illa de Cuba Diego Velázquez de Cuéllar va organitzar una segona expedició la qual va ser formada per quatre embarcacions.
Pedro de Alvarado, Francisco de Montejo i Alonso Dávila van ser capitans i van aportar cadascun la seva pròpia embarcació amb provisions, i Juan de Grijalva, nebot del governador, va ser nomenat cap de la missió. En aquest viatge es va explorar Cozumel, les costes de la península de Yucatán. A Chaka Putum van enfrontar-se als maies couohes comandats pel halach uinik Moch Couoh. Tot i que el dirigent maia va morir en la batalla, hi va haver diversos expedicionaris europeus ferits, entre ells el mateix Grijalva. La caravana va prosseguir cap a les costes de Tabasco i Veracruz, des d'on Pedro de Alvarado va tornar a Cuba, mentre Montejo, Dávila i Grijalva deliberaren la possibilitat d'establir una guarnició a les costes recent descobertes. Després d'avaluar les condicions van decidir també tornar a Cuba.

## Conquesta de Mèxic
El novembre de 1518 es va unir com un dels deu capitans en l'expedició d'Hernán Cortés, la qual va partir de Cuba el febrer de 1519 i va culminar el 1521 sent la conquesta de Tenochtitlan.
Alonso Dávila, junt a Pedro de Alvarado i Gonzalo de Sandoval van avançar-se per reconèixer Potonchán, a la costa de Tabasco, on van ser sorpresos pels maies Chontals. Poc després van prendre part en la batalla de Centla, on els conquistadors van sotmetre als maies Chontals i van fundar Santa María de la Victoria.
A San Juan de Ulúa va donar suport al nomenament de Cortés com a Capità general i de justícia major. Un cop fundada la Villa Rica de la Vera Cruz, Cortés el va nomenar "tresorer del rei" per portar control del Cinquè del Rei. El novembre de 1519, estant a Tenochtitlan amb Cortés i altres capitans, va estar present en l'arrest de Moctezuma II, i junt amb Pedro de Alvarado, Juan Velázquez de León i Francisco de Lugo va realitzar la custòdia del Hueyi tlatoani.
D'acord amb la Relación breve de la conquista de la Nueva España, del cronista Francisco de Aguilar, el 30 de juny de 1520 després de l'expulsió dels conqueridors espanyols de Tenochtitlán, coneguda com la Nit Trista, Alonso Dávila trobà Hernán Cortés plorant i li va dir Oh senyor! Ara és temps de plorar?, Cortés li va contestar I no us sembla que tinc raó? Sapigueu que aquesta nit no quedarà home de nosaltres viu si no es té algun mitjà per poder sortir. Alonso Dávila al costat de Pedro de Alvarado i altres van construir un pont llevadís amb una biga ampla per poder escapar, donant d'aquesta manera novament ànims a Hernán Cortés.
El 1520, després de l'epidèmia de verola registrada a Tenochtitlán, Cortés el va enviar a la Hispaniola, juntament amb Diego de Ordás i Alonso de Mesa en defensa dels seus interessos i reforços pel reabastiment de les campanyes militars.
L'abril de 1522 Hernán Cortés va nomenar a Alonso Dàvila alcalde major de Mèxic. Aquell mateix any fou enviat a Castella junt amb Antonio Quiñones portant el Cinquè del Rei de la conquesta de Tenochtitlan. En el seu trajecte es van trobar amb una armada de pirates francesos capitanejada per Jean Fleury, que els van robar l'or, plata i tres caravel·les. Alonso Dávila fou empresonat durant dos anys a França fins que es va pagar el seu rescat. En tornar a Espanya es va presentar a les audiències per rendir testimoni a les corts espanyoles en la polèmica pugna entre Diego Velázquez de Cuéllar i Hernán Cortés.
En el seu viatge a Castella es va trobar amb el seu company i amic Francisco de Montejo qui havia obtingut el títol d'Adelantado per a la Conquesta espanyola de Yucatán, l'Emperador Carles en reconeixement dels serveis de Dávila va nomenar-lo tresorer i va girar ordres perquè els seus encàrrecs a Nova Espanya li fossin respectats. D'acord amb la Historia Verdadera de la conquista de la Nueva España de Bernal Díaz del Castillo la població de Cuautitlán fou comanadoria d'Alonso Dávila.

## Conquesta de Yucatán
De tornada a Amèrica va participar en la Conquesta espanyola de Yucatán amb Francisco de Montejo. Durant la primera campanya de 1527 a 1529 va realitzar incursions a la costa oriental de la península del Yucatán, a Cozumel, Xel-Há, Xamanhá. En la segona campanya de 1530 a 1535 va creuar la península d'occident a orient fundant guarnicions a Tulum i Salamanca de Bacala. El 1536 es va unir a les campanyes militars de la conquesta d'Hibueras. Posteriorment va viatjar per participar en les campanyes militars de Nova Galícia, als actuals estats mexicans de Jalisco, Aguascalientes, Nayarit, Colima, Sinaloa, Zacatecas i San Luis Potosí, on va morir el 1542.